# Oraàs
Oraàs är en kommun i departementet Pyrénées-Atlantiques i regionen Nouvelle-Aquitaine i sydvästra Frankrike. Kommunen ligger i kantonen Sauveterre-de-Béarn som tillhör arrondissementet Oloron-Sainte-Marie. År 2022 hade Oraàs 187 invånare.

## Befolkningsutveckling
Antalet invånare i kommunen Oraàs
| Referens: INSEE |